# 期日
期日（きじつ）とは、それまでに行為を完了するように予め定められた特定の日時、またはある行為の実施が予め決定されている日のことである。ここでは、訴訟法における期日を解説する。

## 訴訟法における期日
訴訟法において期日とは裁判所、当事者などの訴訟関係人が、裁判所に出頭するなどし裁判手続を進行させるために指定された時間をいう。なお民事訴訟法では期日の変更や続行、延期の要件が厳重に定められている。

### 期日の指定･変更
裁判所は、当事者または代理人の都合を聞いてから期日を指定する(ただし、最初の期日だけは裁判長が当事者の都合を聞かずに指定する。そのため、後述の期日の変更も当事者同士の合意により許される)。指定された期日を変更すると手続きの進行が遅れるなど弊害が生じることから期日の変更は顕著な事由がない場合は許されない。

### 期日の続行
一定期日内に訴訟行為が完了しないときは、原則としてその訴訟行為を次の期日に続行することになる。これを期日の続行と言う。また、期日内に訴訟行為が完了しても審理を続ける必要がある場合は、別途に期日を指定されることがある。

### 期日の種類

#### 民事訴訟法
- 口頭弁論の期日
- 弁論準備手続の期日
- 和解期日
- 参考人等の審尋期日
- 進行協議期日

#### 刑事訴訟法
- 証人尋問期日
- 公判期日

## 参考資料
- ブリタニカ国際大百科事典（TBSブリタニカ）
- http://civilpro.law.kansai-u.ac.jp/kurita/procedure/lecture/day.html